# Miroslav Đukić
Miroslav Đukić (serbisch-kyrillisch Мирослав Ђукић); (* 19. Februar 1966 in Šabac, SFR Jugoslawien), ist ein serbischer Fußballtrainer und ehemaliger Fußballspieler.

## Sportliche Laufbahn

### Vereinskarriere
Đukić begann seine Karriere 1986 beim Klub Mačva Šabac aus seiner Heimatstadt, bevor er 1989 vom dortigen Zweitligisten zum Belgrader Verein FK Rad wechselte, für den er zwei Spieljahre in der 1. jugoslawischen Liga kickte. Im Frühjahr 1991 wechselte er zu Deportivo La Coruña, damals noch in der Segunda División antretend, aber mit ihm umgehend in die Primera División aufgestiegen. Er spielte dort den klassischen Libero und galt als letzter großer Libero der jugoslawischen Schule. Während seiner Zeit bei La Coruña wurde der Klub eine spanische Spitzenmannschaft. 1997 wechselte Đukić zum Ligakonkurrenten FC Valencia, mit dem er 2000 und 2001 zweimal in Folge im Endspiel der Champions League stand, jedoch beide Male verlor. Schließlich ließ Đukić 2003/04 seine Laufbahn bei CD Teneriffa ausklingen.

### Auswahleinsätze
Đukić war zudem erfolgreicher Nationalspieler. Er kam 1991 noch zweimal für die alte jugoslawische Nationalmannschaft zum Einsatz. Nach dem Auseinanderbrechen des Vielvölkerstaates und der Wiederzulassung Restjugoslawiens durch die FIFA bestritt er von 1994 bis 2001 46 Partien für die auf Serben und Montenegriner reduzierte, also neu zu formierende Auswahl und erzielte dabei zwei Tore. Mit der A-Nationalelf der Bundesrepublik Jugoslawien nahm er an der WM 1998 sowie an der EURO 2000 teil.

## Trainerlaufbahn
Nach dem Ende seiner aktiven Zeit 2004, ließ Đukić sich in Spanien zum Trainer ausbilden. Erster Trainerjob war 2006 die serbische U-21-Nationalmannschaft, die er zum Vize-Europameistertitel 2007 und der damit verbundenen Qualifikation für die Olympischen Spiele 2008 führte. Anschließend trat er von seinem Traineramt zurück, um sich vollständig dem Cheftrainerposten von Partizan Belgrad widmen zu können, den er seit Anfang 2007 innehatte. In der Winterpause 2007/08 trat er bei Partizan zurück und übernahm die serbische Nationalmannschaft, mit der er die Qualifikation zur Weltmeisterschaft 2010 anstrebte. Zeitgleich trainierte er die aus dem verstärkten Kader der U-21 bestehende Auswahl Serbiens bei den Olympischen Spielen 2008. Dieses Turnier verlief mit lediglich einem Punktgewinn und dem daraus resultierten letzten Tabellenrang enttäuschend. Im Anschluss an das olympische Turnier wurde Đukić als Trainer der serbischen A-Nationalmannschaft entlassen und durch Radomir Antić ersetzt, welcher jahrelang als Wunschkandidat für diesen Posten gegolten hatte. Während seiner Zeit als Nationaltrainer gewann diese keines ihrer Spiele (A-Mannschaft: 2 Unentschieden, 3 Niederlagen; U-23: 1 Unentschieden, 2 Niederlagen).
Im März 2011 wurde Đukić von Hércules Alicante, zu diesem Zeitpunkt in der Primera División, unter Vertrag genommen, nachdem der Verein unter seinem Vorgänger Esteban Vigo auf einen Abstiegsplatz gerutscht war. Đukić gelang es jedoch nicht, den Klub am Ende der Saison 2010/11 vor dem Abstieg zu bewahren. Am 6. Juli 2011 unterschrieb Đukić einen Vertrag beim damals in der Segunda División spielenden Real Valladolid. Am Ende der Saison 2011/12 stieg er mit dem Verein in die Primera División auf. Nachdem ihm am Ende der Spielzeit 2012/13 der Klassenerhalt geglückt war, unterschrieb Đukić einen Vertrag beim FC Valencia, um die Nachfolge von Ernesto Valverde anzutreten. Am 16. Dezember 2013 wurde er nach zahlreichen Misserfolgen entlassen.